# Wildes Stiefmütterchen
Das Wilde Stiefmütterchen (Viola tricolor), im Volksmund auch Ackerveilchen, Muttergottesschuh, Mädchenaugen, Schöngesicht oder Liebesgesichtli sowie Christusauge und kurz auch einfach Stiefmütterchen, ist eine Pflanzenart innerhalb der Familie der Veilchengewächse (Violaceae).

## Beschreibung und Ökologie

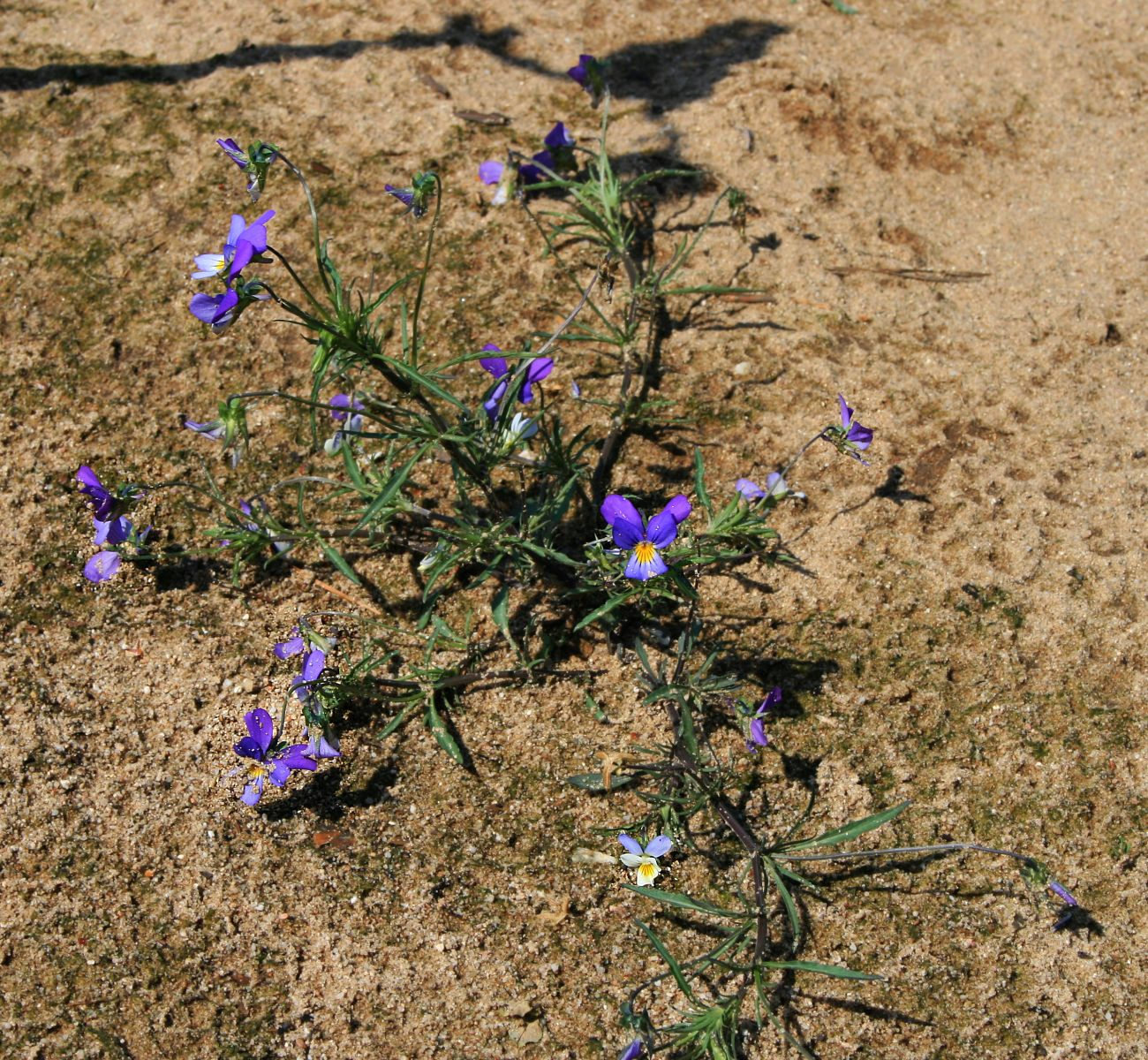
Habitus und Blüten des Gewöhnlichen Wilden Stiefmütterchen (Viola tricolor subsp. tricolor)

Die Beschreibung folgt der Systematik, wie sie in Floraweb und Rothmaler (2021) vorgenommen wird, wobei die systematische Einordnung der Viola tricolor-Sippen weiterer Untersuchungen bedarf.

### Vegetative Merkmale
Das Wilde Stiefmütterchen ist eine einjährig überwinternde, sommerannuelle, zweijährige oder ausdauernde krautige Pflanze, die Wuchshöhen von 10 bis 40 Zentimetern erreicht. Diese Halbrosettenpflanze bildet keine unterirdischen Ausläufer. Die Stängel sind aufsteigend bis aufrecht und meist verzweigt. Die unteren Blätter sind herzförmig bis eiförmig, stumpf und gekerbt. Die abstehenden Nebenblätter sind tief fingerförmig gelappt. Der Endabschnitt ist größer als die anderen. Er ist schmal-lanzettlich bis breit-lanzettlich ausgeprägt und ganzrandig. Mastexemplare können einen nicht ganzrandigen Blattrand aufweisen.

### Generative Merkmale
Die zwittrigen Blüten sind zygomorph und fünfzählig mit doppelter Blütenhülle (Perianth). Die Kronblätter sind stets flach ausgebreitet. Sie sind meist zwei- dreifarbig. Zuweilen sind auch rein (blau-)violettfarbige oder gelbfarbige Exemplare anzutreffen. Bei dreifarbig ausgeprägten sind gewöhnlich die oberen zwei Kronblätter blauviolett, das untere gelb und die beiden seitlichen weiß oder auch blauviolett – also blüht es dreifarbig („tricolor“). Zum Blütenzentrum hin ist eine dunkle, strichförmige Aderung zu sehen, die den Insekten – vor allem Hummeln und Bienen – als Orientierungshilfe bei der Nektarsuche dient. Die verhältnismäßig große Lippe des Narbenkopfes entspricht 1/4 bis 1/6 des Kopfquerschnitts. Die Pollenkörner sind (3-)4(-5)kolporat (Pollenkorn mit Spalten und Poren als Öffnungstyp). Die Blütezeit reicht von Mai bis September. Blütenökologisch handelt es sich um Lippenblumen mit Streukegel vom Viola-Typ. Das Wilde Stiefmütterchen ist selbststeril und die Bestäubung erfolgt durch Insekten. Die Narbengrube ist auch durch eine lippenförmige Klappe gegen hereinfallenden Pollen und damit gegen Selbstbestäubung geschützt.
Die Kapselfrüchte sind höchstens so lang wie der Kelch, kahl und aufspringend. Die Samen sind birnenförmig, gelb, mit kleinem Elaiosom. Die Ausbreitung der Diasporen erfolgt durch Autochorie oder durch Ameisen (Myrmekochorie).

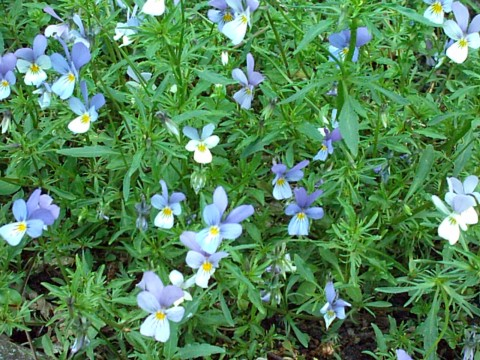
Habitus und Blüten des Dünen-Stiefmütterchens (Viola tricolor var. maritima)

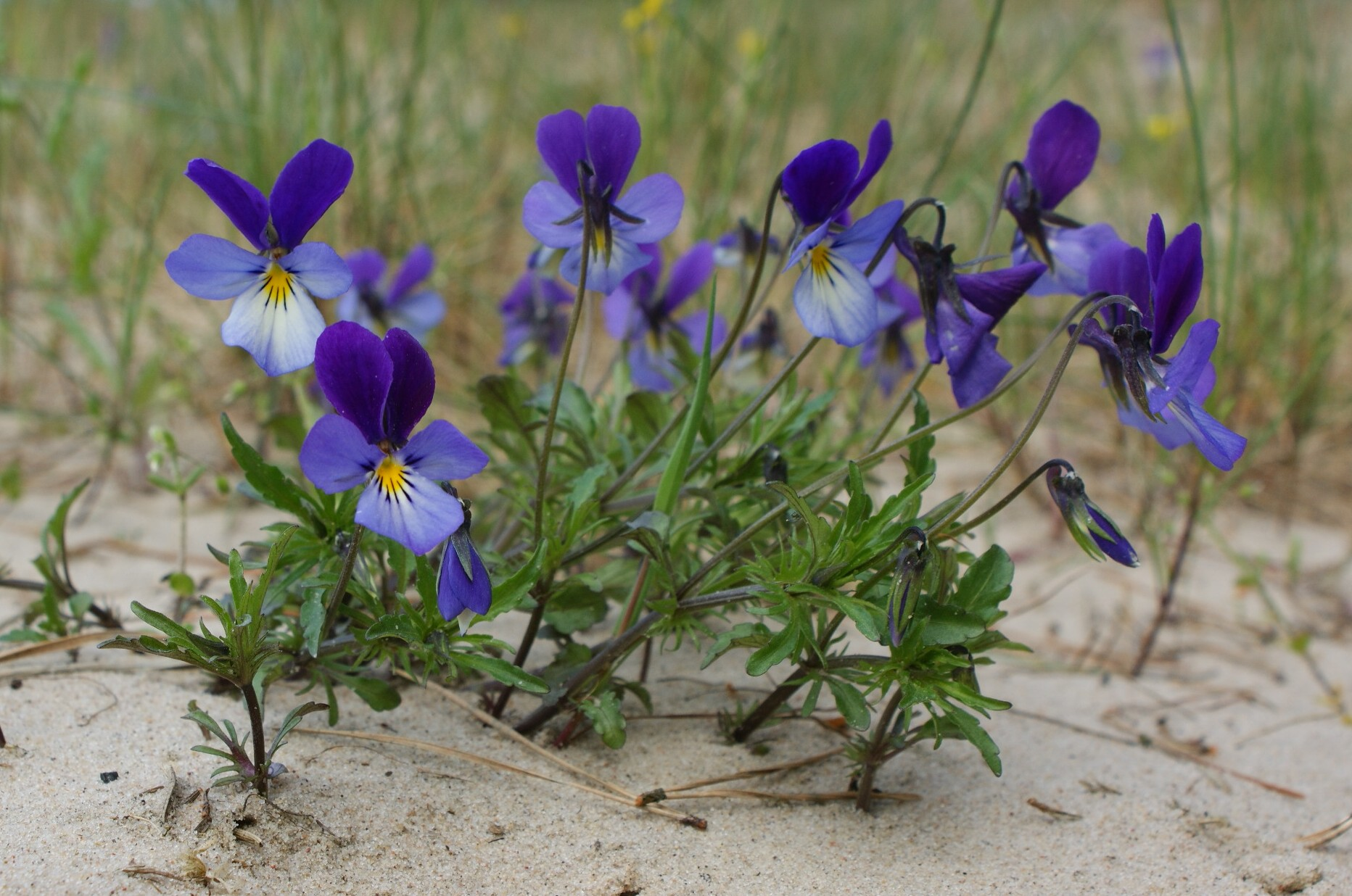
Dünen-Stiefmütterchen (Viola tricolor var. maritima) an der polnischen Ostsee

## Vorkommen
Das Wilde Stiefmütterchen ist in weiten Teilen Europas verbreitet, es fehlt nur in den südlichsten und nördlichsten Regionen.
Es wächst auf Wiesen, an Wegrändern und auf Brachflächen. Je nach Unterart gedeiht das Wilde Stiefmütterchen am besten auf sandigen, mageren Böden des Nordens (Dünen) und auf saurem Urgestein.

## Systematik
Die Erstveröffentlichung von Viola tricolor erfolgte durch Carl von Linné. Die Systematik der Artengruppe Wildes Stiefmütterchen (Viola tricolor agg.) wird kontrovers diskutiert.
Viola tricolor ist eine formenreiche Art. Manche Autoren unterscheiden in Deutschland etwa drei Unterarten und/oder Varietäten:
- Sand-Stiefmütterchen (Viola tricolor subsp. curtisii (E.Forst.) Syme): Es gedeiht im Violo-Corynephoretum und kommt auch in Gesellschaften des Verbands Koelerion albescentis oder Honkenyo-Elymion vor.[2] Es hat die Chromosomenzahl 2n = 26.[2]
- Felsen-Stiefmütterchen (Viola tricolor subsp. saxatilis (F.W.Schmidt) Arcang.): Es kommt in Bergfettwiesen vor und ist vielleicht eine Charakterart des Verbands Polygono-Trisetion.[2] Es hat die Chromosomenzahl 2n = 26.[2]
- Gewöhnliches Wildes Stiefmütterchen (Viola tricolor L. subsp. tricolor): Es kommt vor in mageren Gesellschaften der Ordnungen Arrhenatheretalia oder Corynephoretalia vor. Es hat die Chromosomenzahl 2n = 26.[2]

Es wird manchmal noch in drei Varietäten unterteilt:
- - Dünen-Stiefmütterchen (Viola tricolor var. maritima Schweigg. ex K.G.Hagen)
  - Gebirgswiesen-Stiefmütterchen (Viola tricolor var. polychroma (A.Kern.) Gams)
  - Gewöhnliches Wildes Stiefmütterchen im engeren Sinn (Viola tricolor L. var. tricolor)

Nach der Rothmaler Exkursionsflora Grundband, 2021 und Floraweb wird die Art in folgende vier Unterarten gegliedert:
- Viola tricolor subsp. alpestris (Ging.) Ces. (Syn.: Viola tricolor subsp. saxatilis (F.W.Schmidt) Arcang.) Diese Unterart wächst als ausdauernde Pflanze mit einer Höhe von 20 bis 30 Zentimetern. Die Länge der Krone misst 20 bis 30 Millimeter. Die Kronblätter sind von gelber Farbgebung, selten sind sie im oberen Bereich schwach bläulich überlaufen. Sie kommt in montanen und submontanen Regionen vor, dort insbesondere in frischen Wiesen und auf Schuttfluren. Das Verbreitungsgebiet ist bisher ungenügend erforscht; für Deutschland wurden seltene Vorkommen in den Alpen Ostbayerns, südlichem Baden-Württembergs und im südwestlichen Sachsen belegt.[1]
- Viola tricolor subsp. ammotropha Wittr. (Syn.: Viola tricolor subsp. curtisii auct.; Viola tricolor var. maritima Schweigg. ex K. G. Hagen; Viola tricolor subsp. stenochila Wittr.; Viola tricolor subsp. coniophila Wittr.) Diese Unterart wächst meist als ausdauernde Pflanze mit einer Höhe von 10 bis 35 Zentimeter. Die Sprossachse ist niederliegend bis aufsteigend, durch Sandverwehungen oft unterirdisch verlaufend. Sie ist reich verzweigt. Eine Behaarung ist nicht oder nur sehr spärlich ausgebildet, wobei die Haare sehr kurz sind. Die Textur der Blätter ist derb bis fleischig ausgeprägt. Die am mittleren Teil der Sprossachse angeordneten Stängelblätter besitzen eine schmal-eilanzettliche bis lanzettliche Spreitenform, die sich allmählich in den Grund verschmälert. Die Spreite der  im oberen Bereich angeordneten Blätter ist linealisch-lanzettlich, die im unteren Bereich eiförmig ausgeprägt. Die meist violette Krone misst (10 bis)15 bis 20 Millimeter in der Länge. Diese Unterart besiedelt Grau- und Weißdünen sowie Pionier-Sandtrockenrasen der Küste.und lichte Dünen-Kiefernwälder. Sie meidet kalkhaltige Unterlagen. In Deutschland kommt sie häufig auf den nördlichen Inseln Niedersachsens, selten an der nördlichen Küste Mecklenburg-Vorpommerns und auf den im Osten und Westen gelegenen Inseln Schleswig-Holsteins vor.[1]
- Viola tricolor subsp. polychroma (A. Kern.) Murr Diese Unterart wächst stets als ausdauernde Pflanze. In der Höhe erreicht sie 10 bis 25 Zentimeter. Die meist rotviolette Krone misst 20 bis 35 Millimeter in der Länge. Supsp.polychroma besiedelt montan bis subalpin gelegene Standorte und kommt dort gewöhnlich in Wiesen mit basenreichen Unterlagen vor. In Deutschland ist sie selten in den Ostalpen Bayerns, und im Südwesten Sachsens anzutreffen.[1]
- Viola tricolor subsp. tricolor (Syn.:  Viola tricolor subsp. vulgaris (Rchb.) Oborny) Diese Unterart kann von der Lebensdauer als einjährig überwinternde, zweijährig bis dreijährige  Pflanze  vorkommen. Sie erreicht in der Länge 10 bis 25 Zentimeter. Die  Krone wird etwa 15 bis 25 (bis 30) Millimeter lang. Die Farbgebung der Krone ist variabel, häufig ist sie dreifarbig ausgeprägt. Die Unterart meidet kalkhaltige Unterlagen. Als Standorte werden von der Ebene bis montane Regionen nährstoffreiche Böschungen und Wegränder, Sandtrockenrasen und extensiv bewirtschaftete Äcker besiedelt. In Deutschland ist sie insbesondere in Bayern, vor allem Nordbayern (Mitte) und Nordosten, in Sachsen im Elbtal, im Osten Thüringens, in Niedersachsen im östlichen Elbtal, in Sachsen-Anhalt im Harz und Elbtal, im Süden und Südosten Baden-Württembergs verbreitet.[1]

Mit großer Wahrscheinlichkeit ist das Wilde Stiefmütterchen (Viola tricolor) neben dem Altai-Stiefmütterchen (Viola altaica) und dem Sudeten-Stiefmütterchen (Viola lutea subsp. sudetica) ein Elternteil des in vielen Varietäten gezüchteten großblütigen Gartenstiefmütterchen (Viola ×wittrockiana).

## Inhaltsstoffe
Das Wilde Stiefmütterchen enthält in etwa 10 Prozent Schleimstoffe bestehend aus Glucose, Galactose, Arabinose und Rhamnose, sowie Gerbstoffe, Salicylsäure und deren Derivate, wie Salicylsäuremethylester. Daneben enthält sie die Droge Phenolcarbonsäuren, wie Kaffee- und Cumarsäure, sowie Flavonoide wie Quercetin, Luteolin und Rutin. Aus der Droge wurden bisher verschiedene Carotinoide isoliert: Violaxanthin, Antheraxanthin, Lutein, Zeaxanthin und Beta-Carotin. Auch konnten Anthocyanidine und Cumarine, wie das Umbelliferon, nachgewiesen werden. Das Wilde Stiefmütterchen enthält entgegen früheren Literaturangaben keine Saponine, sondern hämolytisch aktive Peptide.

## Verwendung in der Naturheilkunde
Als pharmazeutische Droge dienen die getrockneten oberirdischen Teile der blühenden Pflanze (Stiefmütterchenkraut mit Blüten, Violae tricoloris herba cum flore).
Stiefmütterchenkraut mit Blüten verwendet man innerlich und äußerlich bei leichten seborrhoischen Hauterkrankungen mit Schuppenbildung, Juckreiz, Milchschorf der Kinder, auch Akne. Auf welchen Inhaltsstoffen die Wirkung beruhen könnte, ist bisher nicht bekannt; in der Volksmedizin gilt die Droge allgemein als „blutreinigend“ oder „stoffwechselanregend“. Auch bei rheumatischen Beschwerden, Katarrhen der Atemwege und fieberhafte Erkältungskrankheiten wird die Droge traditionell genutzt. Entzündungshemmende und schleimlösende sowie den Hustenreiz lindernde Wirkungen erscheinen von den Inhaltsstoffen (Salicylsäurederivate, Schleimstoffe) her plausibel. Die antimikrobielle Wirkung konnte für verschiedene Extrakte nachgewiesen werden. Für den wässrigen Extrakt aus Stiefmütterchenkraut konnte in vitro (d. h. außerhalb eines lebenden Organismus) eine immunsuppressive Wirkung festgestellt werden, welche die Frage nach dem möglichen Einsatz bei Erkrankungen, die mit einem überreaktiven Immunsystem einhergehen, stellen lässt. Hierzu gibt es bis dato aber keine weitere Forschung. Für die Tinktur aus Viola tricoloris wurde eine schwach diuretische Wirkung beobachtet. Die Kommission E des ehemaligen Bundesgesundheitsamtes veröffentlichte im März 1986 eine (Positiv-)Monographie über Violae tricoloris herba, Stiefmütterchenkraut. Der Ausschuss für pflanzliche Arzneimittel der europäischen Arzneimittelagentur kam in seiner Beurteilung zur dem Ergebnis, dass es keine Wirksamkeitsnachweise gebe, die einen allgemeinen medizinischen Gebrauch von Stiefmütterchenkraut mit Blüten stützten.
Als Zier- und Heilpflanze wird das Wilde Stiefmütterchen seit dem Mittelalter kultiviert und in Großbritannien seit 1810 gezüchtet.

## Namensgebung und Symbolik
Der Name Stiefmütterchen wird im Volksglauben folgendermaßen gedeutet: Die fünf bunten Blütenkronblätter werden von fünf Kelchblättern getragen. Das unterste, große und stark gefärbte Blütenkronblatt sitzt auf zwei Kelchblättern. Das ist die Stiefmutter. Links und rechts von ihr sitzen ihre zwei bunt gefärbten Töchter jeweils auf einem Kelchblatt. Die zwei oberen, meist einfach violettfarbenen Blütenblätter stellen die zwei Stieftöchter dar. Sie müssen sich mit einem Kelchblatt gemeinsam begnügen.
In manchen Regionen ist man sich sicher, in der Blüte auch noch den Vater zu entdecken. Symbolisiert von Griffel und Narbe der Blüte sitzt er nämlich in der Mitte der Blüte von den Frauen seiner Familie eingezwängt. Er kommt erst heraus, wenn Frau und Kinder ausgegangen sind, wenn nämlich die Blume verblüht ist und die Blütenblätter abgefallen sind.
Im 15. und 16. Jahrhundert wurde das Stiefmütterchen freisam, freischem krut, dreifaltigkeit blümlin oder stiefmuoter genannt. Matthias Lexer deutete in seinem Mittelhochdeutschen Handwörterbuch (Bd. III, Sp. 497) vreise als etwas, das Gefahr und Verderben bringt, grausam und schrecklich ist. Ähnlich interpretierten die Brüder Grimm im Deutschen Wörterbuch die Wörter freissam und freissamkeit. Max Höfler führte unter dem Stichwort frais viele Krankheiten auf, die als gemeinsames Charakteristikum haben, dass sie heftig und hitzig sind.
Das Erscheinungsbild des Wilden Stiefmütterchens hat in Märchen, Sagen und Erzählungen seinen Niederschlag gefunden, so zum Beispiel in Theodor Storms Novelle Viola tricolor. In William Shakespeares Komödie Ein Sommernachtstraum dient es als Liebestrank.

## Geschichte
IIn der römischen Antike wurde sich von den klassischen Schriftstellern zwar auf Veilchenarten bezogen, jedoch blieb unklar, ob und mit welcher das Viola tricola gemeint ist. So erwähnt Dioskurides das Veilchen Ion, das gegen Epilepsie bei Kindern helfen sollte. Die Väter der Botanik konstatierten im 16. Jahrhundert, dass es ihnen nicht möglich war, die Pflanze einer der bei den antiken Autoren aufgeführten, zuzuordnen.
Im Jahr 1478 nennt der österreichische Arzt Michael Puff aus Schrick in seinem „Büchlein von Tugenden der ausgebrannten Wässer“ ein Heilwasser, gewonnen aus einer Pflanze namens freבsam. Als Indikationen werden Fieber bei Kindern sowie allgemein Atemnot und Enge angegeben. Diese Pflanze wird in dem Buch weder beschrieben, noch mit einer Zeichnung versehen dargestellt, so dass eine Identifizierung nicht möglich ist. Der Begriff ausgebranntes Wasser kann nicht in der heutigen Bedeutung eines Destillats verstanden werden, vielmehr wurden damit zur Extraktion von Wirkstoffen verschiedene Verfahren gefasst, wie Wasserdampfdestillation oder Erwärmung im Backofen und Misthaufen.
Im Mainzer Gart der Gesundheit vom Jahre 1485 bildete Erhard Reuwich das (Wilde) Stiefmütterchen unter dem Namen „freyschemkrut“ (Freisamkraut) erstmals naturgetreu ab. Als Synonyme gibt er yacea oder herba clauelata (lateinisch), marefolon (arabisch) und torqueta (griechisch) an. Die Beschreibung, die im Text von der Pflanze gegeben wird, weicht allerdings deutlich vom Bild ab, insbesondere bezüglich der Blütenfarben sowie der Beschaffenheit und Form der Blätter. Als Anwendung wird ein Brei für Kinder, dem das kleingeschnittene Kraut beigefügt wird, sowie das freyschen-wasser als Getränk beschrieben. Das Kraut wird als heiß-feucht im dritten Grad eingeordnet. Als Indikation werden das freyschem, Hautkrankheiten und Verschleimung angegeben. .
Woher die Angaben zur Pflanze und das Synonym J(Y)acea für das Stiefmütterchen übernommen wurde, konnte nicht geklärt werden. Allerdings hatte die breite Rezeption des Gart des Gesundheit zur Folge, dass für das Wilde Stiefmütterchen auch der Name J(Y)(I)acea üblich wurde. So z. B. bei Bock, Matthioli und im Hortus sanitas. Hieronymus Brunschwig übernahm 1505 aus dem Gart der Gesundheit für das Freissam krut als Bezeichnungen  Yacea oder herba clauellata und fügt als weiteres Synonym die Bezeichnung driualtigkeit blůme (Dreifaltigkeitsblume,-kraut, lat. Herba Trinitatis) hinzu.
Brunfels erklärt den Namen Dreifaltigkeitsblümchen in seinem Kreuterbuch (1534) damit, dass an einer Stiefmütterchenblüte dreierlei Farben vorkommen Er gibt als Anwendungsgebiet u.a bei kleinen Kindern ungewöhnliche Hitz an sowie Husten und Brustenge.
Leonhart Fuchs grenzte im Text seines New Kreütterbuch (1543) erstmals das Stiefmütterchen klar von anderen Veilchenarten ab. Er erwähnt auch, dass es in Gärten kultiviert wird, wobei er zwischen einem wilden, das auf Äckern (tricolor) wächst und zahmen in Gärten unterschied. Den Namen  Freyschamkraut führt er darauf zurück, dass es bei Kindern gegen die Freysch (Epilepsie) helfe.
J.J. Becher fasste 1662 in seiner Parnassus Medicinalis illustratus alle bis dato bekannten Eigenschaften des Stiefmütterchen zusammen: Er beschreibt es als warm, von trockener Qualität, wundheilend, von bitterer Kraft, wirksam gegen zähen Schleim in der Lunge, und bei Hautausschlägen gut geeignet.
Bis ins 20. Jahrhundert wurde das Wilde Stiefmütterchen in pharmakologischen Werken als Freisamkraut zur Behandlung von Hauterkrankungen empfohlen:17. – 18. Jahrhundert: 19. Jahrhundert: 20. Jahrhundert:
Seit der Mitte des 18. Jahrhunderts behandelte der Mainzer Arzt Karl Strack den Milchschorf der Kinder durch innere Gabe des Pulvers vom Kraut des Wilden Stiefmütterchens. Als „blutreinigendes Mittel“ (Antidyskraticum) wurde das Stiefmütterchen bei Hauterkrankungen bis zu Beginn des 20. Jahrhunderts verwendet.
Aus pharmakologischer Sicht schrieb dazu Theodor Husemann:

„Antidyskratische Mittel, Antidyskratica. … Herba Violae tricoloris, Herba Jaceae; Stiefmütterchen, Freisamkraut … Das Freisamkraut schmeckt schleimig, schwach bitter, kaum kratzend und enthält außer etwas Violin nach den Untersuchungen von Mandein Salicylsäure. Es ist im vorigen Jahrhundert von Strack gegen Impetigo faciei empfohlen und wird auch jetzt bei Ekzem u. a. Hautaffektionen im kindlichen Lebensalter besonders im Volke angewendet. Man kann es zu 1,0-5,0 mehrmals täglich in Pulvern, oder zweckmäßiger in Abkochung mit Milch oder Wasser (1:10) anwenden. Auch äußerlich hat ein daraus bereitetes Extrakt in Salbenform bei chronischen Hautleiden Empfehlung gefunden. Piffard (1882) empfiehlt ein Fluid Extract zu 5-10 Tropfen beim Erwachsenen und 1-5 Tropfen bei Kindern. Anhaltender Gebrauch von Stiefmütterchentee soll dem Urin einen widrigen Geruch nach Katzenharn geben.“

Historische Abbildungen

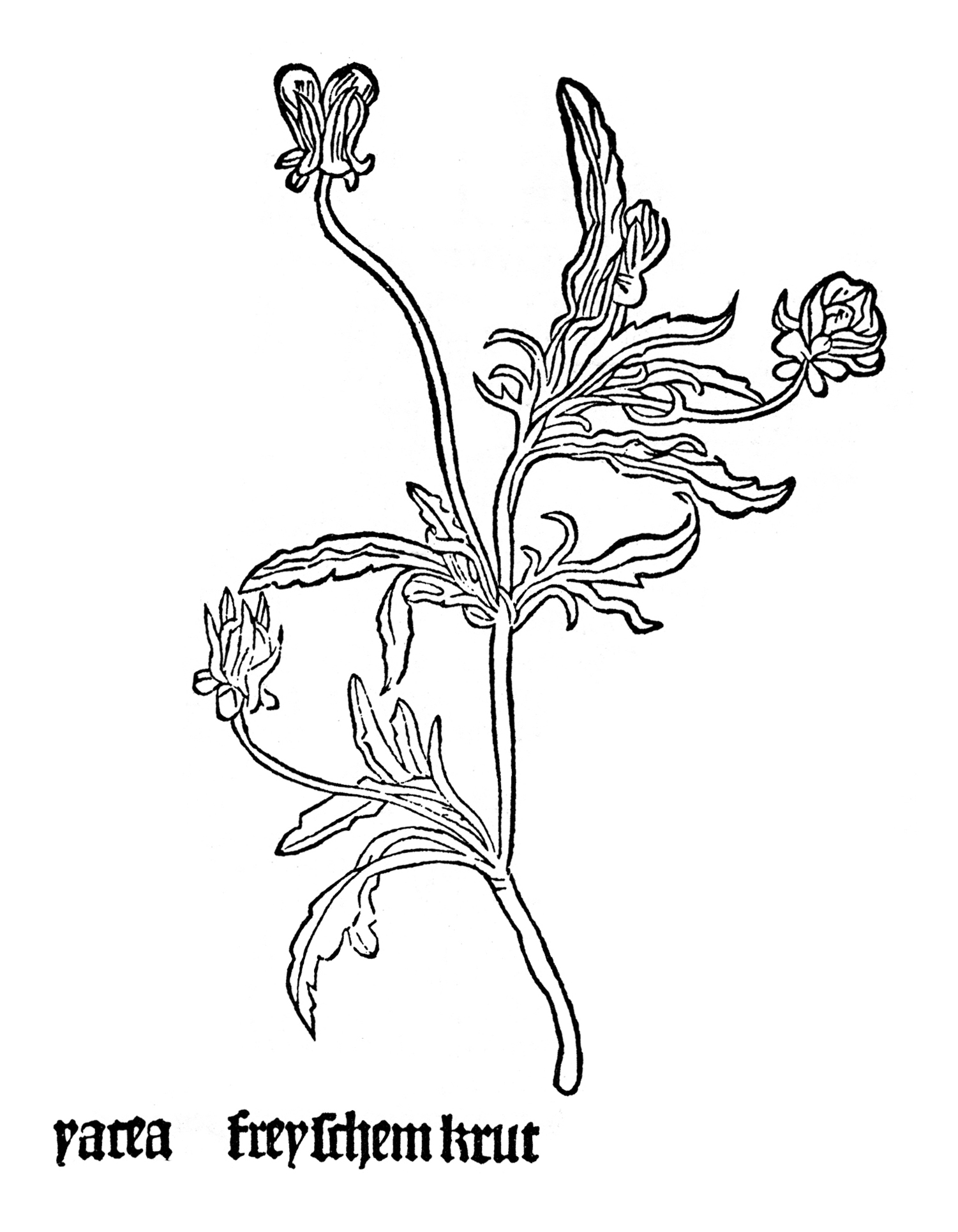
Gart der Gesundheit 1485
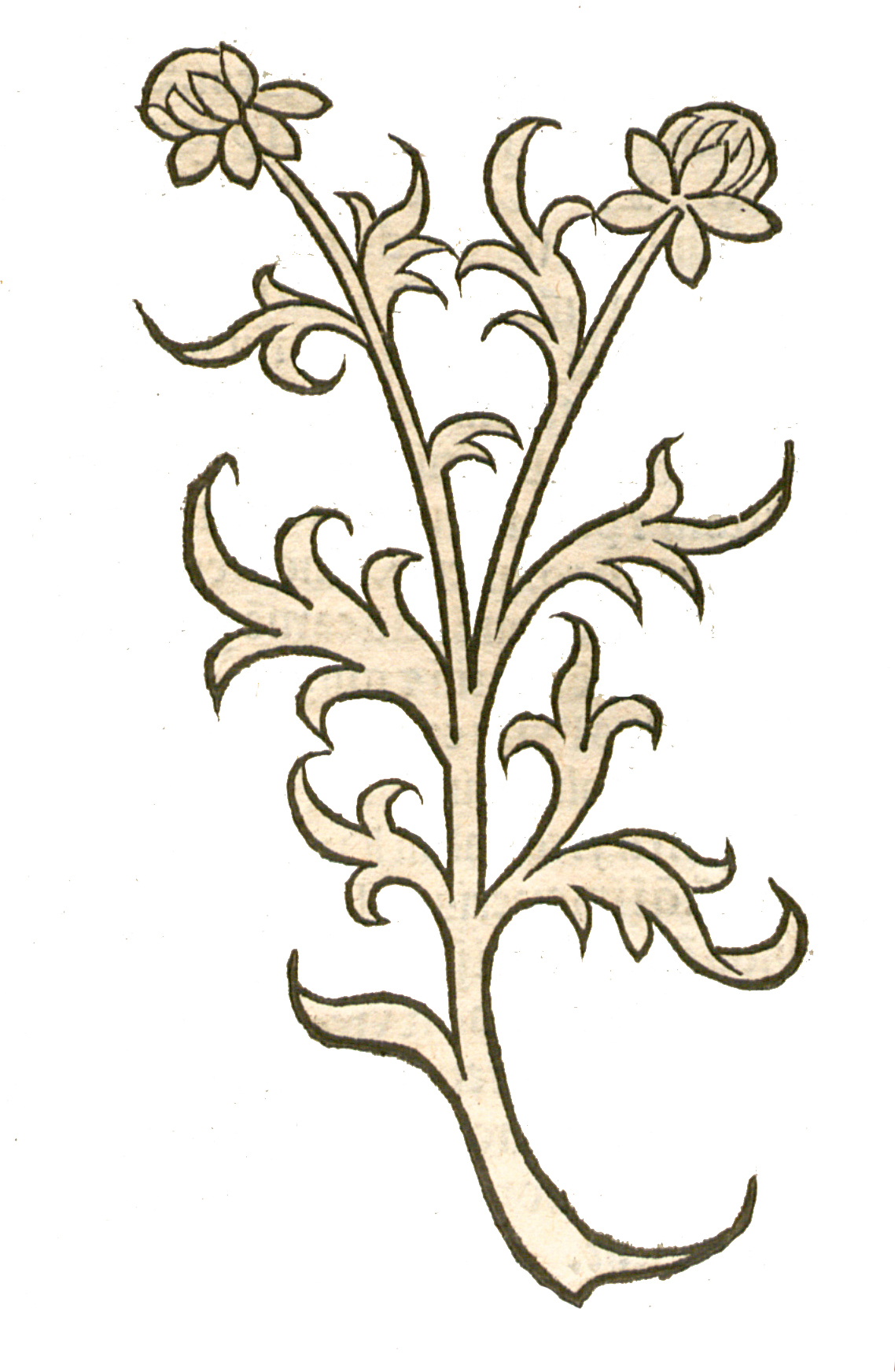
Hortus sanitatis 1491
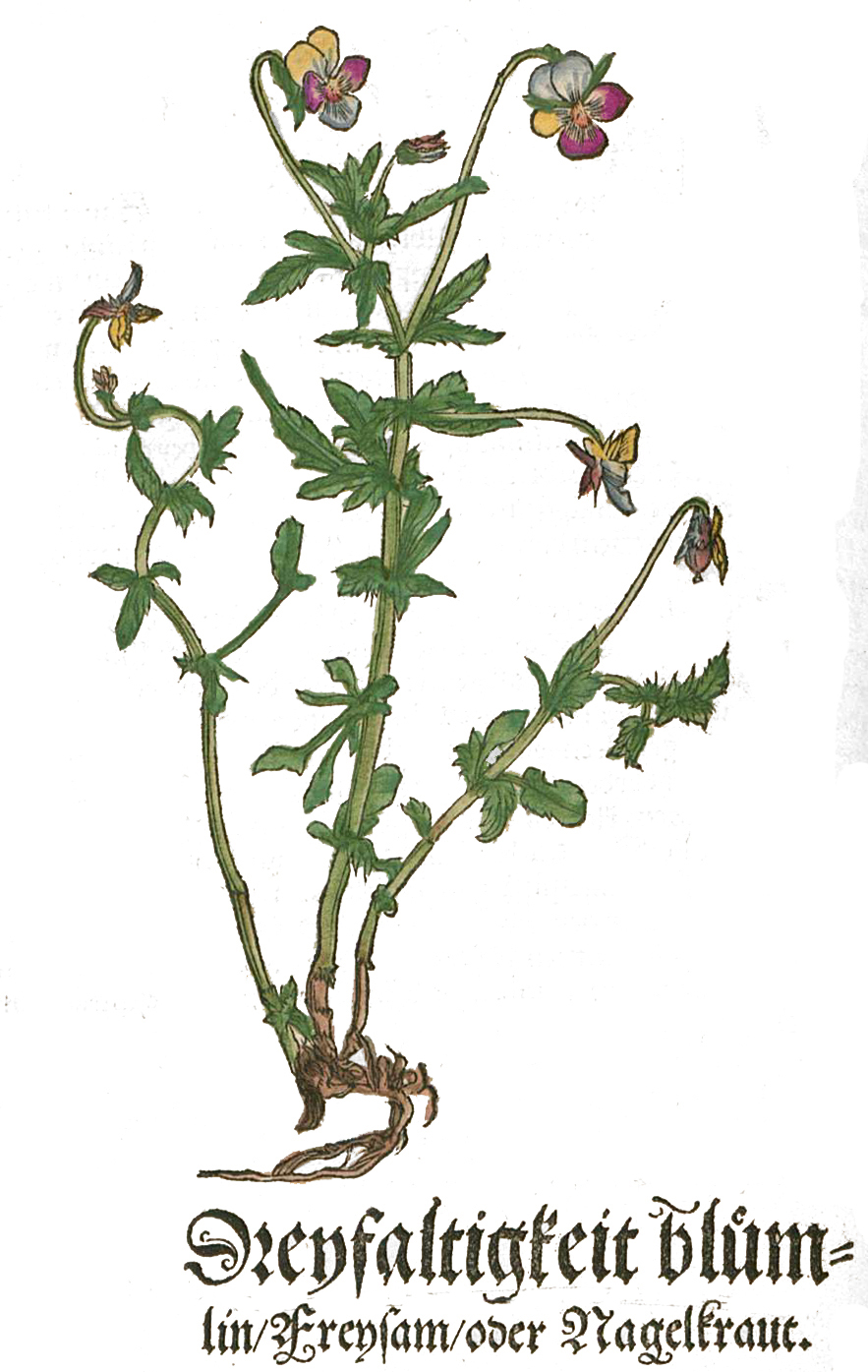
Otto Brunfels 1532
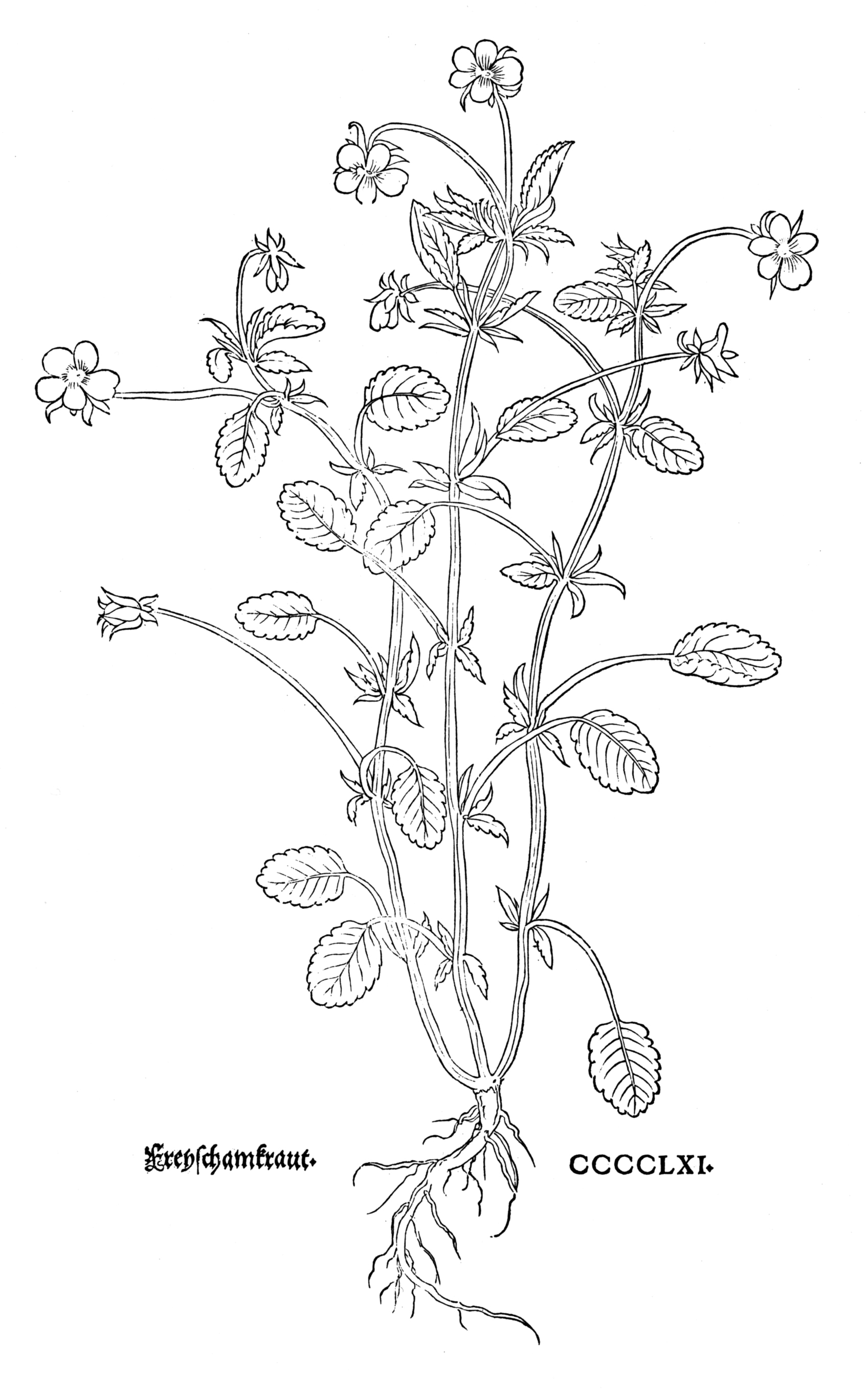
Leonhart Fuchs 1543
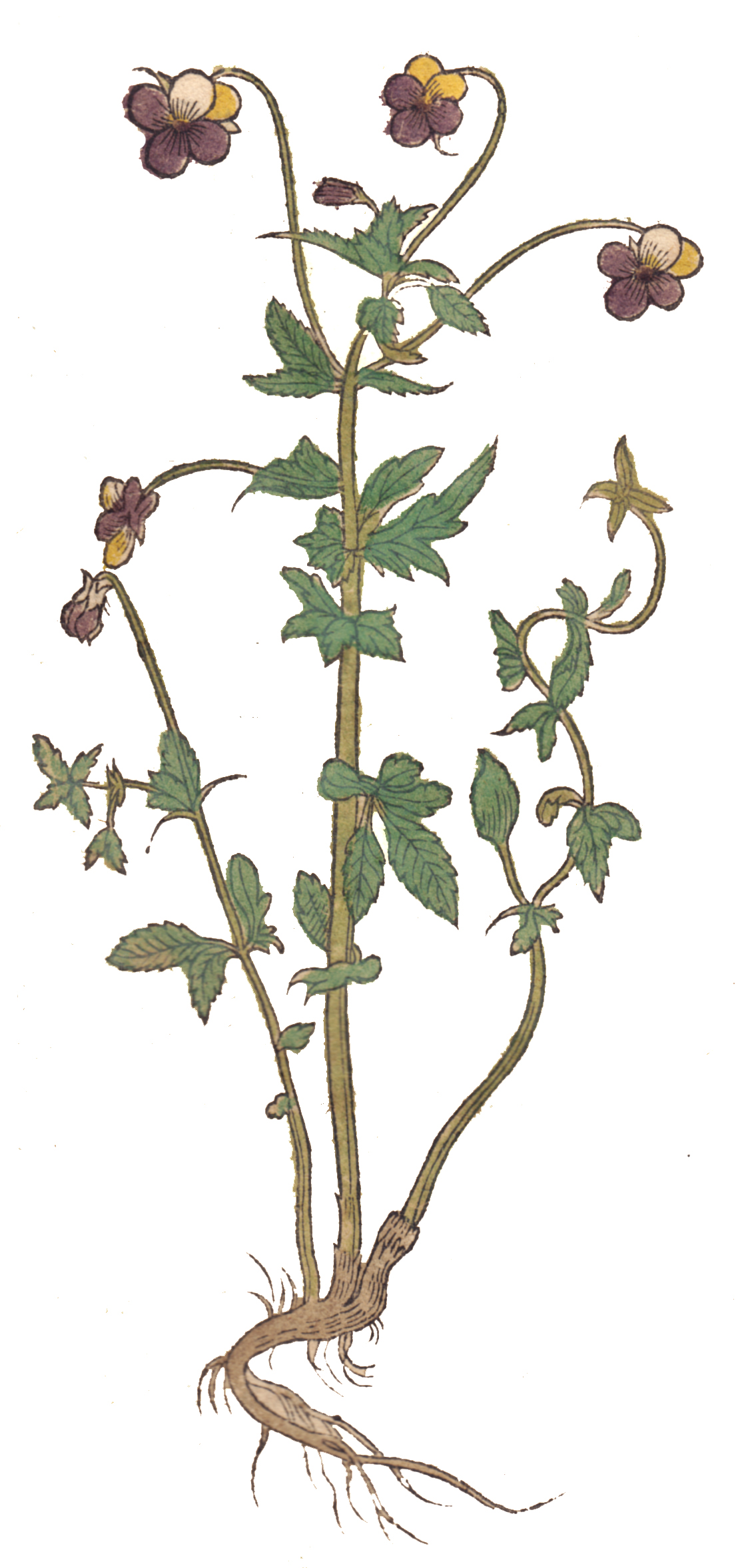
Hieronymus Bock 1546
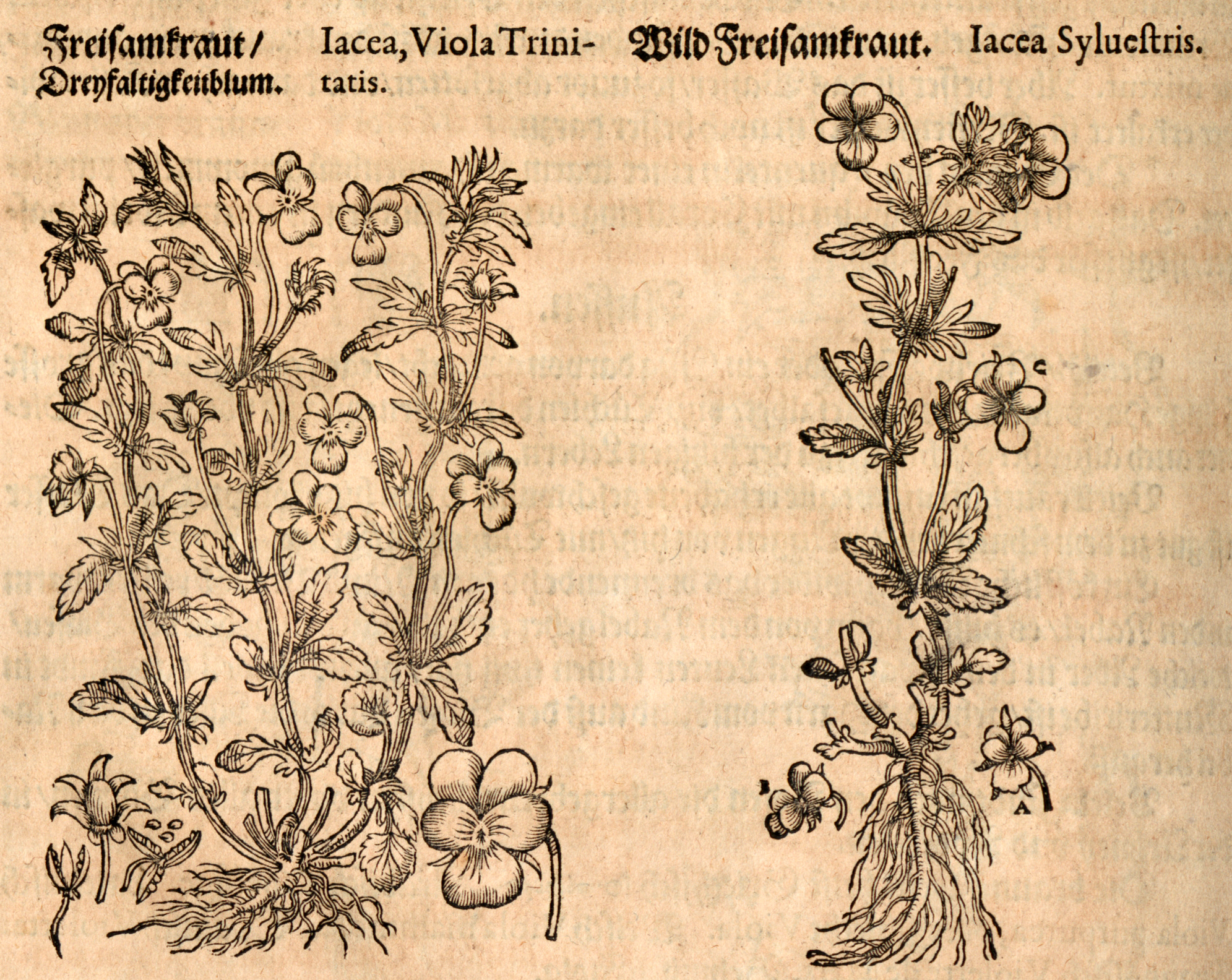
Mattioli / Handsch / Camerarius 1586
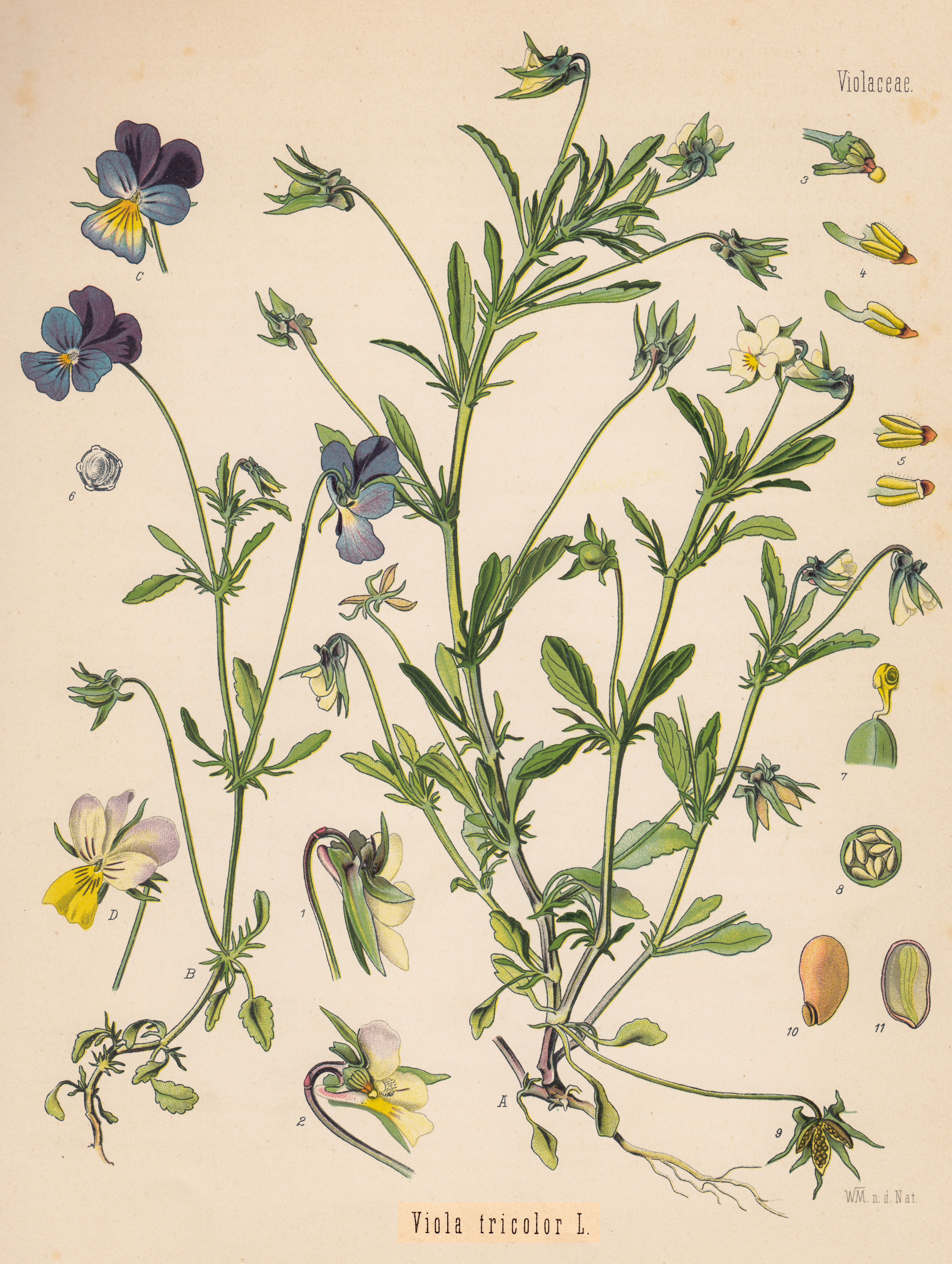
Köhler 1887

### Zeitgenössische Quellen
- Max Wichtl: Teedrogen und Phytopharmaka. 4. Auflage, Wissenschaftliche Verlagsgesellschaft, Stuttgart 2002, ISBN 3-8047-1854-X.
- Marianne Beuchert: Symbolik der Pflanzen. Frankfurt am Main 1995.
- Manfred Bocksch: Das praktische Buch der Heilpflanzen. München 1996.
- Vagn Jørgensen Brøndegaard: Das „Menschlein“ in der Blüte. Zur Genese eines Pflanzennamens: Stiefmütterchen. In: Sudhoffs Archiv, Band 79, Heft 2 (1995), S. 227–230.
- Elvira Groß: Pflanzennamen und ihre Bedeutung. Köln 2001.
- Heinz-Dieter Krausch: Kaiserkron und Päonien rot… Hamburg 2003.
- Heinrich Marzell:
  - Stiefmütterchen. In: Hanns Bächtold-Stäubli und Eduard Hoffmann-Krayer (Hrsg.). Handwörterbuch des deutschen Aberglaubens. W. de Gruyter, Berlin 1937, Band 8, Sp. 480–481.
  - Wörterbuch der deutschen Pflanzennamen.  S. Hirzel, Stuttgart / Leipzig 1979, Band 4, Sp. 1172–1191: Viola tricolor.
- Ingrid und Peter Schönfelder: Das neue Buch der Heilpflanzen. Franckh-Kosmos Verlag, 2011, ISBN 978-3-440-12932-6.